# Prasinocyma crossota
Prasinocyma crossota là một loài bướm đêm trong họ Geometridae.